# 茅坤
茅坤（1512年8月31日—1601年12月22日），字順甫，號鹿門，浙江湖州府歸安縣人，明朝政治人物、文人、藏書家。所評選《唐宋八大家文鈔》，完成於萬曆七年已卯（1579年）仲春，對後世文學史有很大影響。

## 生平
嘉靖十三年（1534年）甲午科浙江鄉試第十一名舉人，十七年（1538年）戊戌科進士。授青陽縣知縣，丁父憂歸。服闋，二十二年（1543年）起為丹徒縣知縣，升禮部儀制司主事，改吏部稽勳司主事，二十七年（1548年）升南京兵部車駕司郎中，改南京禮部儀制司郎中，謫廣平府通判，升廣西按察司僉事，因鎮壓瑤民起義有功，升山東按察司副使、兵備大名，致仕歸里，居家五十餘年，三十六年（1557年）曾為浙江巡撫胡宗憲幕僚。
萬曆二十九年（1601年）十一月二十八日卒，享年九十歲，葬於武康縣雞籠山。

## 著作
著有《白華樓藏稿》、《玉芝山房稿》、《耋年稿》、《史記鈔》、《紀剿除徐海本末》等。
其所評選的《唐宋八大家文鈔》，選輯唐代韓愈、柳宗元，宋代歐陽修、蘇洵、蘇軾、蘇轍、曾鞏、王安石等八家文章共164卷，宣揚此八人文章中得「六經」之精髓者，「唐宋八大家」的名稱即由此流行開來。

## 評價

### 正面評價
錢謙益：「為文章滔滔莽莽，謂文章之逸氣，司馬子長（司馬遷）之後千餘年而得歐陽子（歐陽修），又五百年而得茅子。疾世之為偽秦漢者，批點唐宋八大家之文以正之。」

### 負面評價
王夫之：“詩之有皎然、虞伯生，經義之有茅鹿門、湯賓尹、袁了凡，皆畫地成牢以陷人者，有死法也。死法之立，總緣識量狹小。如演雜劇，在方丈台上，故有花樣步位，稍移一步則錯亂。若馳騁康莊，取途千里，而用此步法，雖至愚者不為也。”

## 逸事
《湖錄》記載茅坤的藏書在當時稱霸一方，有藏書樓數十間，仍充棟不能容，後由其孫茅元儀編寫《白華樓書目》，分為九學十部。九學為：一經學、二史學、三文學、四說學、五小學、六兵學、七類學、八數學、九外學。九學而外，再加世學，號曰十部。

## 家族
曾祖茅剛；祖父茅珪；父茅遷，號南谿。母李氏。重慶下。
- 子：茅翁積、茅國縉、茅國綬、茅維
- 孫：茅元儀，茅國縉子

## 延伸阅读
[在维基数据编辑]
 在维基文库阅读此作者作品（ 在维基共享资源阅览影像）
 《明史卷二百八十七》，出自《明史》